# انتخابات پارلمانی بلغارستان (۲۰۲۱)
انتخابات پارلمانی بلغارستان (انگلیسی: July 2021 Bulgarian parliamentary election) پس از انتخابات آوریل ۲۰۲۱ هنگامی که هیچ حزبی نتوانست اکثریت را به دست آورد یا مایل به تشکیل دولت نبود در یازدهم ژوئیه ۲۰۲۱ برگزار شد.
در این انتخابات زودهنگام حزب «چنین مردمانی وجود دارند» به رهبری اسلاوی تریفونوف با کسب ۲۳/۷۸ درصد در جایگاه نخست قرار گرفت.
براساس نتایج به دست آمده، شش حزب و ائتلاف در پارلمان بلغارستان حضور خواهند داشت و حزب چنین مردمانی وجود دارند با ۶۵ نماینده از پارلمان ۲۴۰ عضوی بیشترین کرسی را به دست آورد.
همچنین حزب شهروندان برای توسعه اروپایی بلغارستان به رهبری بویکو بوریسوف نخست‌وزیر سابق این کشور با کسب ۲۳/۲۱ درصد آرا و کسب ۶۳ کرسی پارلمان به عنوان دومین حزب در رده دوم قرار گرفت.
حزب سوسیال بلغارستان به رهبری کورنلیا نینووا نیز با کسب ۱۳/۲۲ درصد آرا و ۳۶ کرسی در رده سوم قرار گرفت.
ائتلاف بلغارستان دموکراتیک که پیشگام تظاهرات خیابانی علیه نخست‌وزیر سابق بودند به رهبری آتاناس آتاناسوف و هیستو ایوانوف با کسب ۱۲/۴۸ درصد، ۳۴ کرسی به دست آورد و جنبش حقوق و آزادی‌ها که اکثریت اعضای آن ترک هستند به رهبری مصطفی کارادای با کسب ۱۰/۵۷ درصد آرا و ۲۹ کرسی در رده پنجم احزاب بلغارستان قرار گرفت. حزب ISMV به رهبری مایا مانولوا با کسب ۴/۹۵ درصد آرا ۱۳ کرسی به دست آورد و ائتلاف میهن‌پرستان بلغارستان که شامل سه حزب نژادپرست و ملی‌گرا و رادیکال تشکیل شده با کسب ۳/۱۴ درصد نتوانستند کرسی را از آن خود نمایند.